# Emil Frey (compositore)
Emil Frey (Baden, 8 aprile 1889 – Zurigo, 20 maggio 1946) è stato un compositore e pianista svizzero.

## Biografia
Nacque a Baden, vicino a Zurigo, in Svizzera nel 1889.
Ha lungamente studiato musica, sotto la guida di Markees a Basilea, di Freund a Zurigo, di Barblan,
di Willy Rehberg, di Joseph Lauber al Conservatorio di Ginevra dal 1902 al 1905, con Louis Diémer per il pianoforte, con Gabriel Fauré e con Charles-Marie Widor per la composizione al Conservatorio di Parigi..
Nel 1906 vinse il Premier prix de piano. 
Divenne pianista di corte a Bucarest dopo il 1907. Nel 1908 lui e Xaver Scharwenka diedero un'esibizione musicale privata su due pianoforti del Concerto per pianoforte n. 4 in Fa minore di Scharwenka, in onore della regina Elisabetta di Romania. Il giorno dopo il concerto fu eseguito pubblicamente con l'orchestra diretta dal compositore tedesco e con Frey nel ruolo di solista. 
Nel 1910 ha vinto il premio Rubinstein e pochi anni dopo ha assunto l'incarico di professore di pianoforte dapprima al Conservatorio di Mosca e successivamente in quello di Zurigo, dopo essere rientrato in Patria a causa della rivoluzione d'ottobre.
Tra i suoi studenti annoveriamo Fenigstein, Peter Mieg e Adrian Aeschbacher. Rudolf Am Bach ha studiato con lui in privato.
Frey ha eseguito concerti a Berlino e ha fatto tournée in Europa e in Sud America. 
Era considerato tra i principali pianisti svizzeri della sua epoca, e il suo modo di suonare era noto per la sua estrema delicatezza di sentimento unita alla genialità dell'esecuzione.
Ha suonato spesso il pianoforte con suo fratello Walter Frey.
Frey fu un compositore prolifico e durante la sua carriera compose centodue opere. Il suo stile fu influenzato da Aleksandr Nikolaevič Skrjabin e da Ferruccio Busoni.
Frey ha composto musica da camera, musica per pianoforte, liriche vocali, una Messa, una Sinfonia in si minore, un Concerto per violino e orchestra, due quartetti, un trio per pianoforte e archi.

## Composizioni principali
- 2 sinfonie (la prima ha un finale corale);
- Festival Overture svizzero ;
- concerti per pianoforte, violino e violoncello;
- opere corali ai testi sacri;
- musica da camera (quintetto per pianoforte, quartetto d'archi, trio per pianoforte, sonata per violino, sonata per violoncello);
- musica per pianoforte (sonate, suite, serie di variazioni e un manuale di istruzioni pubblicato in tedesco e francese);
- musica d'organo;
- canzoni.